# Parti paix et liberté
Pour les articles homonymes, voir PFP.
Le Parti paix et liberté (en anglais : Peace and Freedom Party, abrégé en PFP) est un petit parti politique de Californie. C'est un parti orienté à gauche, influencé par le féminisme et le socialisme. Bien que les premiers candidats se soient présentés aux suffrages dès 1966, le parti, sur le plan national, a été fondé en 1967, comme organisation de gauche opposée à la guerre du Viêt Nam. Depuis cette époque, ce parti s'est implanté en Californie où il obtient assez régulièrement 2 % des voix lors des élections dans cet État.

## Tandems de candidats à la présidence et à la vice-présidence
- 1968 : Eldridge Cleaver et Douglas Fitzgerald Dowd
- 1972 : Benjamin Spock et Julius Hobson (People's Party)
- 1976 : Margaret Wright et Benjamin Spock (People's Party)
- 1980 : Maureen Smith et Elizabeth Barron
- 1984 : Sonia Johnson (Citizens Party) et Emma Wong Mar
- 1988 : Herbert Lewin et Vikki Murdock
- 1992 : Ronald Daniels et Asiba Tupahache
- 1996 : Marsha Feinland et Kate McClatchy
- 2004 : Leonard Peltier et Janice Jordan
- 2008 : Ralph Nader et Matt Gonzalez
- 2012 : Roseanne Barr et Cindy Sheehan
- 2016 : Gloria LaRiva et Eugene Puryear